# Quintessenz (Philosophie)
Quintessenz (lateinisch quinta essentia, deutsch „fünftes Wesen“, wörtlich „fünftes Seiendes“) war ursprünglich der lateinische Ausdruck für das fünfte Element, das Aristoteles angenommen und Äther (griechisch αἰθήρ; wie im idealistischen Weltbild Platons) genannt hatte. Heute bedeutet Quintessenz „das Wesentliche“, „das Wichtigste“ (zum Beispiel der Hauptgedanke in einer Argumentation).
Im Weltbild des Aristoteles gab es den Äther als masselose, unveränderliche, ewige Substanz jenseits der Mondsphäre. Dieses „fünfte Element“ hatte damit völlig andere Eigenschaften als die irdischen vier Elemente Feuer, Wasser, Erde und Luft. In der Alchemie, die vor allem ein Destillationsprodukt darunter verstand, und der Philosophie des Mittelalters wandelte sich die Bedeutung des Begriffs. In der Alchemia medica (insbesondere mit der Ars destillatoria medica, deren Grundgedanke war, Naturstoffe durch alchemische Methoden zu „reinigen“ und damit die therapeutische Wirksamkeit zu erhöhen) wurde unter der Quinta essentia vor allem ein elixierartiges, Gesundheit und langes Leben bewirkendes, Mittel verstanden.

## Wortgeschichte und Philosophie
Quintessenz steht heute für „Wesen, Kern, Auszug“. Das Wort wurde im 16. Jahrhundert aus spätlateinisch quinta essentia entlehnt, „das fünfte Seiende“, das dem griechischen pémptē ūsίa (πέμπτη οὐσία) entspricht.
Die Lehre von den Elementen geht auf Philosophen der ionischen Philosophie zurück. Als Grundstoff (Arché) betrachtete Thales in Anlehnung an altägyptische Anschauungen das Wasser, Anaximenes die Luft, Anaximander das Apeiron („das Unbegrenzte“) und Heraklit das Feuer. Empedokles vereinte diese Ansichten in seiner Vier-Elemente-Lehre, nach der Feuer, Wasser, Erde und Luft die Bausteine aller Dinge sein sollten. Er erklärte als einziges Unvergängliches die Elemente. Er vertritt damit einen Physikalismus.
Aristoteles ordnete den vier Elementen je zwei Grundeigenschaften zu (trocken oder feucht, warm oder kalt) und stellte ihnen ein neues, weiteres Element gegenüber. Die vier irdischen Elemente Feuer, Wasser, Erde und Luft sind nach Aristoteles veränderlich und können sich auch ineinander umwandeln. Dagegen war das fünfte Element – der himmlische „Äther“ jenseits des Mondes – unwandelbar und zeitlos.

## Alchemie und Medizin
In der Alchemie und der Naturlehre des Mittelalters verstand man unter Quintessenz oder dem „Fünften Wesen“ „die fünfmal ausgezogene Kraft eines Stoffes“, im 15. und 16. Jahrhundert dann auch ein durch „Destillation“ oder „Sublimation“ gewonnenes, auch „Himmel“ (bzw. coelum/caelum) genanntes, „reines“ Universalheilmittel „ätherischer Natur“ und vom 16. Jahrhundert an einen Auszug im Sinne von „feinste Kraft“, „Grund- oder Kernstoff“. Die Herstellung von (flüssigen) Quintessenzen erfolgte meist durch Destillation bzw. Lösung von Stoffen in Säuren oder Laugen.
Johannes de Rupescissa, der als elixierartiges Wundermittel vor allem die Quintessenz des Weines ansah, aber demzufolge auch alle anderen Naturstoffe heilkräftige Quintessenzen enthalten, hob in seiner Consideratio (einem alchemistisch-medizinischen und pharmazeutisch-chemischen, weniger metallurgisch-alchemischen, um 1356 niedergeschrieben Werk) besonders auch die Quinta essentia Antimonii („Antimonquintessenz“, genannt auch plumbum philosophorum „Blei der Philosophen“ als Deckname) hervor.
Unter anderem der ab den 1520er Jahren, wohl dem Gedankengut Rupescissas folgend, die quinta essentia (bzw. das fünft wesen) in seinem Werk behandelnde Paracelsus verstand bestimmte chemisch hergestellte, aus pflanzlichen, tierischen oder mineralischen Ausgangssubstanzen durch Separation gewonnene chymische bzw. spagyrische Präparate (die als „Konzentrat“ eine virtus essentialis bzw. quinta virtus als wirksames Prinzip enthalten) als Quinta essentia; beispielsweise die aus Antimonsulfid und Kaliumpyroantimonat bestehende quinta essentia antimonii, eine Art Antimonbutter. Paracelsus definiert im dritten Buch der Archidoxen die Quinta essentia „als ein materien, die da corporalischen wird ausgezogen aus allen gewechsen und aus allem in dem das leben ist, gescheiden von aller unreinikeit und tötlikeit, gesubtilt auf das aller reinigeste, gesondert von allen elementen. nun ist zu verstehen, das quinta essentia ist alein die natur, kraft, tugent und arznei, die dan in dem ding verfasset ist.“
Eine zur Herstellung von Gold aus Silber benutzte essentia quinta gewann man (gemäß einem Meister Konrad) im 15. Jahrhundert beispielsweise aus Silber und Weinstein. Wenn diese „Quintessenz“ von öliger Konsistenz dann mit Zinnober verbunden wurde, sollte angeblich „Gold“ entstehen.
Die übertragene Bedeutung „geistiger Grundstoff“ setzte im 17. Jahrhundert ein. Schließlich wurde der Ausdruck im 18. Jahrhundert ein Modewort für „das Eigentliche, Wesenhafte“, „das Ergebnis“. Eindeutschungsversuche wie etwa Fünftelsaft setzten sich nicht durch.